# Estação Marítima
A Estação da Marítima foi uma estação de cargas de um ramal da Estrada de Ferro Dom Pedro II, posteriormente Estrada de Ferro Central do Brasil. Com apenas pouco mais de 1km, seu acesso se dava por meio de uma chave localizada próxima à Estação Dom Pedro II (hoje Central do Brasil). Ela era utilizada como depósito para as cargas que chegavam de trem para embarque no Porto do Rio de Janeiro.
O ramal compreendia de um triângulo de reversão, um pequeno túnel de aproximadamente 100 metros sob o Morro da Favela ou Morro da Formiga e um túnel maior, de pouco mais de 300 metros sob o Morro da Providência.

## Atualmente
A estação foi desativada na década de 1990, com o espaço ficando completamente abandonado por quase 20 anos, além dos túneis serem ocupados pelo esgoto e lixo além de moradias populares. Em 2006, foi erguida a Cidade do Samba, no espaço onde ficavam os galpões ao norte da Rua da Gamboa, além da Vila Olímpica da Gamboa ao lado dos galpões abandonados do outro lado da rua. Esses últimos galpões, juntamente com o Túnel da Marítima que passa logo abaixo do Morro da Providência, foram restaurados entre 2012 e 2014, como parte das obras de revitalização da zona portuária do Rio de Janeiro (Porto Maravilha). Os galpões passaram a sediar um espaço cultural, enquanto o túnel passou a servir às composições do VLT do Rio de Janeiro.